# Troskok
Troskok je atletska disciplina skakanja u dalj sa zaletom ili bez njega, a izvodi se s tri uzastopna skoka, tj. odskokom, korakom i skokom. Odskok i prvi korak izvode se na istoj nozi. 

## Povijest
U starom vijeku, u Grčkoj, postizani su skokovi preko 16 metara pa se pretpostavlja da se taj rezultat odnosio na zbroj tri uzastopna skoka. Godine 1465. u Zürichu nagrađen natjecatelj, koji je pobijedio u troskoku, ali o samom natjecanju nedostaju podaci.
U Irskoj se u 19. stoljeću, troskok ubrajao u narodni šport, a izvodio se skakanjem na jednoj nozi. Tim je načinom Irac Shenahan 1888. godine postigao rezultat od 15,25 m koji je dugo bio svjetski rekord u troskoku.
Uz ovaj irski način u Engleskoj se u 19. stoljeću primijeenjivao način koji se zasnivao na naizmeničnoj promjeni nogu npr. lijeva-desna-lijeva.
Pravilima Međunarodnog atletskog saveza (IAAF) dozvoljena su pri troskoku dva odraza istom nogom, a treći drugom (desna-desna lijeva ili lijeva-lijeva-desna).
Troskok je bio uključen u program prvih Olimpijskih igara 1896. u Ateni. Na sljedećim igrama u Parizu 1900. i u Saint Louisu 1904., natjecatelji su skakali i iz mjesta (bez zaleta).
Koristeći se iskustvom i tehnikom ranijih skakača Amerikanac irskog porijekla Daniel Ahearn uveo je skraćen korak za drugi skok, čime je postigao aktivno djelovanje odrazne noge. To je bio početak tzv. udarne tehnike, kojom je Ahearn 1909. skočio 15,52 m. Između 1909. i 1924. najveći napredak u troskoku je postignut u skandinavskim zemljama i u Australiji, usavršavajući tehniku troskoka. Tamošnji natjecatelji produžili su prvi korak.
Između 1924. i 1939. najbolji su u troskoku bili Japanci koji su dali trojicu svjetskih rekordera i olimpijskih pobjednika (Mikio Oda (15,21 m), Chuhei Nambu (15,72 m) i Naoto Tojima (16,00 m).
Poslije 1945. vodili su Brazilac Ademar da Silva (16,00 m — 1950. do 16,56 m — 1955.) i sovjetski troskokaši Leonid Ščerbakov (16,23 m — 1953.) i Oleg Fjedosejev 16,70 m — 1959. Poljak Jozef Szmidt kao izvanredan trkač na 100 m, kvalitetnim izvođenjem svoje trkačke tehnike prvi je uspio preskočiti 17 m (17,03 m) 1960. godine.
Troskok u muškoj konkurenciji nalazio se na svim atletskim natjecanjima od početaka moderne atletike. Natjecanja u troskoku za žene uključila su se tek 1990. na Europskom dvoranskom prvenstvu u atletici, a zatim na Svjetskom prvenstvu u atletici 1993.i na Olimpijskim igrama 1996.

## Pravila natjecanja
Sadašnja međunarodna pravila za atletska natjecanja priznaju samo skok sa zaletom. Natjecanja se izvode na skakalištima, koja moraju imati zaletište i doskočište. Dužina zaletišta koje je obavezno vodoravno je neograničena, ali obično iznosi 40-50 m. Svi natjecatelji imaju pravo na tri skoka, a šestorica ili osmorica najboljih (ovisno od pojedinog natjecanja) imaju pravo na još tri skoka. Kao najbolji rezultat natjecatelja uzima se njegov najduži skok.
Pri skoku natjecatelj se odrazi s daske ukopane u zemlju i poravnane s površinom zaletišta i jame za doskok. Rub daske prema jami za doskok zove se linija odraza. U odrazu noga ne smije dodirnuti tlo iza te linije. Dužina skoka mjeri se pod pravim kutom od otiska najbližeg liniji odskoka, koji natjecatelj učini bilo kojim dijelom tijela u jami za doskok.

## Svjetski rekordi
Prvi svjetski rekord u troskoku, Međunarodni atletski savez (IAAF) priznao je 1911. godine. Trenutni rekord kod muškaraca je 18,29 metra, a postigao ga je Britanac Jonathan Edwards na Svjetskom prvenstvu u Göteborgu 7. kolovoza 1995. Kod žena rekord drži Inessa Kravets iz Ukrajine rezultatom 15,50, a postignut je na istom natjecanju.